# Responsabilité du fait d'autrui en droit civil français
La responsabilité du fait d'autrui est l'obligation de réparer le préjudice causé par les personnes dont on doit répondre parce qu'on a la charge d'organiser, de diriger et de contrôler leur activité. Ce type de responsabilité est régi à l'article 1242 du Code civil, et notamment en son premier alinéa qui dispose que :
« On est responsable non seulement du dommage que l'on cause par son propre fait, mais encore de celui qui est causé par le fait des personnes dont on doit répondre, ou des choses que l'on a sous sa garde. »
— Article 1242
Ainsi, cinq hypothèses sont envisageables concernant ce type de responsabilité :
1. celle des parents du fait de leurs enfants mineurs ;
2. celle des maîtres du fait de leurs domestiques ;
3. celle des instituteurs du fait de leurs élèves ;
4. celle des commettants du fait de leurs préposés ;
5. celle des artisans du fait de leurs apprentis.

Parallèlement à ces cinq hypothèses décrite par la loi, la jurisprudence a développé un système de responsabilité général d'autrui au titre des personnes dont on doit répondre, en prenant l'alinéa premier de l'article 1242 comme base. Ce système est utilisé notamment pour les mineurs délinquants ainsi que les handicapés.
La responsabilité générale du fait d'autrui tire sa logique de l'insolvabilité d'autrui. En effet, à travers le courant victimologiste[réf. nécessaire] amorcé avec le développement de l'assurance, la priorité est celle de la réparation du dommage enduré par la victime.

## Le système de responsabilité générale d'autrui
Le système de responsabilité générale d'autrui est celui développé par la jurisprudence parallèlement aux régimes de responsabilité réglementés à l'article 1242. Ce système a été consacré le 29 mars 1991 par l'Assemblée plénière de la Cour de cassation sous l'arrêt Blieck. En l'espèce, un handicapé mental interné en centre spécialisé avait mis le feu à une forêt. Théoriquement celui-ci était responsable, mais en pratique insolvable. C'est pourquoi la Cour a opéré un revirement de jurisprudence en considérant l'association qui prenait en charge le handicapé comme responsable au motif que c'est elle qui a la charge de contrôler son mode de vie. Dans cet arrêt, la Cour de cassation est allée au-delà l'article 1242 (1384 ancien) du Code civil en considérant qu'il n'est pas complet et qu'il existe d'autres cas de figure.
On parle de système de responsabilité et non de principe de responsabilité car il s'agit d'un système non abouti en permanente évolution grâce à la jurisprudence.
Selon certains auteurs cette responsabilité n'est pas générale contrairement à la responsabilité du fait des choses du fait que lorsqu'une chose cause un dommage il y aura nécessairement un gardien, qui devra donc répondre du fait de la chose, là où pour la responsabilité du fait d'autrui il faut néanmoins établir l'existence d'un lien de subordination/ préposition, etc. pour qu'elle soit engagée.

### La mise en œuvre de la responsabilité générale du fait d'autrui
Les conditions de cette responsabilité
- La garde d'autrui

On la définit comme le pouvoir d'organiser, de diriger et de contrôler le mode de vie ou l'activité d'autrui. Un arrêt daté de 2000 précise que le système de responsabilité est fondé sur cette garde d'autrui.
Se pose alors la question de l'origine de cette garde, quant à savoir si ce pouvoir est donné par un acte juridique ou s'il s'agit d'un simple pouvoir de fait. Les arrêts semblent privilégier l'approche juridique de la garde (c'est-à-dire par décision d'un juge ou par la loi mais pas par un contrat).
Se pose également la question de la temporalité de la garde, quant à savoir si elle doit être permanente ou temporaire. Deux arrêts de la Cour de cassation datés de 1995 et 2000 retiennent le critère de garde non permanente : la garde doit se réaliser pendant un temps suffisant pour asseoir le rapport de garde. Deux situations sont envisageables :
1. la garde est permanente : le gardien sera alors responsable même s'il n'exerçait pas matériellement son pouvoir de garde au moment du fait dommageable.
2. la garde est intermittente ou temporaire mais se réalise dans des conditions suffisantes pour asseoir le rapport de garde : la responsabilité du gardien est engagée si l'auteur du dommage était sous son pouvoir effectif au moment où le dommage a été causé.

- Le fait d'autrui

Les causes d'exonération
Deux cas de figure sont envisageables :
1. si le système de responsabilité est fondé sur la faute : le gardien peut s'exonérer de sa responsabilité en prouvant qu'il n'a lui-même pas commis de faute.
2. si le système de responsabilité est de plein droit : selon l'arrêt Notre Dame des Flots[5], « Les personnes tenues de répondre du fait d'autrui au sens de l'article 1242 , alinéa 1er, du code civil ne peuvent s'exonérer de la responsabilité de plein droit résultant de ce texte en démontrant qu'elles n'ont commis aucune faute ». Ce qui veut dire que l'exonération ne pourra avoir lieu qu'en prouvant la force majeure ou que le dommage ressort d'une faute initiale de la victime.

### L'étendue de la responsabilité générale du fait d'autrui
Le gardien d'autrui peut être une personne morale, c'est par contre plus problématique concernant les personnes physiques.
Un arrêt de la Cour de cassation daté de 2000 admet qu'un tuteur puisse être responsable du dommage causé par le mineur qui lui est confié, étant donné qu'il a beaucoup de pouvoir sur son pupille et ce sur le fondement de l'article 1242 al 1. Un autre arrêt de la Cour de cassation daté de 2006 ne reconnait pas le curateur responsable du fait d'autrui.
Concernant les grands-parents, un arrêt daté de 2004 les déclare non responsables du fait de leurs petits-enfants.
Le cumul des responsabilités
Le cumul des responsabilités tire sa logique encore une fois du courant victimologiste. Plusieurs responsables équivaudraient à une plus grosse assiette et donc une meilleure solvabilité du fautif.
Il est donc possible de cumuler les responsabilités :
- des parents et de l'instituteur pour le mineur
- des parents et d'un artisan pour le mineur
- de l’État et d'une association pour le majeur incapable

Un arrêt de la Cour de cassation daté de 1981 a exclu la possibilité du cumul parent/commettant. D'autre part, l'interprétation doctrinale d'un arrêt de 2002 a constaté une impossibilité de cumul parents/association pour le mineur.

## La responsabilité parentale
Art 1242 al 4.
"Le père et la mère, en tant qu'ils exercent l'autorité parentale, sont solidairement responsables du dommage causé par leurs enfants mineurs habitant avec eux."
Cet article ne concerne précisément que les père et mère de l'enfant. On se réfère à un autre article concernant les tuteurs ou autres responsables.
Les conditions de la responsabilité parentale sont :
- La minorité de l'enfant ;
- Le lien de filiation et l'autorité parentale ;
- La cohabitation de l'enfant avec ses parents qui s'est transformé depuis l'arrêt BERTRAND et l'arrêt SAMDA en " résidence habituelle"
- Le fait dommageable ou simplement causal[6] de l'enfant.

Exonération
L’arrêt du 19 février 1997, 2e chambre civile: « BERTRAND » décide que « les pères et mères ne peuvent s’exonérer par la preuve de l’absence de faute commise ».
Les parents ne peuvent s’exonérer qu’en établissant un cas de force majeure (cause d’exonération totale) ou encore en démontrant la faute de la victime, qui peut être une cause d’exonération partielle ou totale (totale si elle présente les caractères de la force majeure).

## La responsabilité du commettant du fait de leur préposé
Art 1242 al 5.
"Les maîtres et les commettants, (sont solidairement responsables) du dommage causé par leurs domestiques et préposés dans les fonctions auxquelles ils les ont employés"
Les conditions de la responsabilité des commettants du fait de leurs préposés sont :
- Un lien de préposition
- Un fait dommageable
- L'absence d'abus de fonction de la part du préposé, tiré de trois critères cumulatifs: un agissement hors de ses fonctions, à des fins qui y sont étrangères, et sans autorisation[7].

## La responsabilité de l'instituteur du fait de ses élèves
Article 1242, alinéa 6 du Code civil.
"Les instituteurs et les artisans, du dommage causé par leurs élèves et apprentis pendant le temps qu'ils sont sous leur surveillance."
Valable pour les instituteurs de l'enseignement public mais aussi de l'enseignement privé sous contrat.
Cette responsabilité suppose qu'un élève ait causé un dommage par sa seule faute et que ce dommage se soit produit pendant que l'élève était sous la surveillance de l'instituteur.
Il faut ensuite une faute de l'instituteur qui va résulter d'un manque de surveillance, d'une certaine prise de risque ou bien le non-respect des règles de discipline. Donc la responsabilité de l'instituteur ne sera pas engagée dans l'hypothèse où il n'a pu empêcher le dommage.
Si les conditions de la responsabilité sont réunies, l'action en réparation du dommage sera menée contre l'État substitué à l'instituteur. Cette action va être soumise à un régime particulier et portée devant une juridiction judiciaire. Le délai de prescription est de 3 ans (que ce soit pour une faute personnelle de l'instituteur ou une faute de service).
L'État dispose d'un moyen de recours contre l'instituteur en cas de faute personnelle grave de sa part.

## La responsabilité des artisans du fait de leurs apprentis
Article 1242, alinéa 6 du Code civil:
"Les instituteurs et les artisans, du dommage causé par leurs élèves et apprentis pendant le temps qu'ils sont sous leur surveillance."
Cette responsabilité  implique un fait dommageable causé par l'apprenti, et cette faute écarte la responsabilité de l'artisan. Il s'agit, en fait, de la responsabilité des commettants du fait de leurs préposés avec les mêmes exonérations : cas de force majeure ou faute de la victime.